# Live Box
Live Box är en samlingsbox av den isländska musikern Björk, utgivet den 18 augusti 2003 på One Little Indian Records. Boxen består av fyra livealbum, en live-dvd samt en 36-sidig bok. Varje livealbum motsvarar en live-variant till respektive originalalbum, och har även släppts separat. 

## Innehåll

### CD1 -DebutLive
1. "Human Behaviour"
2. "One Day"
3. "Venus as a Boy"
4. "Come To Me"
5. "Big Time Sensuality"
6. "Aeroplane"
7. "Like Someone in Love"
8. "Crying"
9. "Anchor Song"
10. "Violently Happy"

Noteringar
- Originalversionerna av alla låtar återfinns på albumet Debut. Två låtar från Debut finns inte med: "There's More to Life Than This" och "Play Dead" (även om "Play Dead" inte finns med på originalutgåvan till Debut).

- Alla låtar utom "Venus as a Boy" är hämtade från MTV Unplugged 1994. Dock framfördes "Venus as a Boy" under originalsändningen (och efterföljande bootlegs) av MTV-konserten, så det är oklart varför den inte finns med här.

### CD2 -PostLive
1. "Headphones"
2. "Army of Me"
3. "One Day"
4. "The Modern Things"
5. "Isobel"
6. "Possibly Maybe"
7. "Hyperballad"
8. "I Go Humble"
9. "Big Time Sensuality"
10. "Enjoy"
11. "I Miss You"
12. "It's Oh So Quiet"
13. "Anchor Song"

Noteringar
- Spår 1, 2, 4, 5, 6, 7, 10, 11 & 12: Originalversioner på Post. "Cover Me" och "You've Been Flirting Again" saknas, även om "You've Been Flirting Again" finns med på Homogenic Live och "Cover Me" endast fick sitt första framträdande under Volta-turnén 2007-2008.
- Spår 3, 9 & 13: Originalversioner på Debut.
- Spår 8: Endast på den japanska utgåvan av Post samt "Isobel"-singeln.

### CD3 -HomogenicLive
1. "Vísur Vatnsenda Rósu"
2. "Hunter"
3. "You've Been Flirting Again"
4. "Isobel"
5. "All Neon Like"
6. "Possibly Maybe"
7. "5 Years"
8. "Come To Me"
9. "Immature"
10. "I Go Humble" (innehåller textrader från "Wanna Be Startin' Something")
11. "Bachelorette"
12. "Human Behaviour"
13. "Pluto"
14. "Jóga"
15. "So Broken"
16. "Anchor Song"

Noteringar
- Spår 2, 5, 7, 9, 11, 13 & 14: Originalversioner på Homogenic. "Unravel", "Alarm Call" och "All Is Full of Love" saknas, även om "Unravel" och "All Is Full of Love" finns på 'Vespertine Live'.
- Spår 3, 4 & 6: Originalversioner på Post.
- Spår 10: Bonuslåtar från den japanska utgåvan av Post.
- Spår 8, 12 & 16: Originalversioner på Debut.
- Spår 1: Originalversion på "Possibly Maybe"-singeln (traditionell isländsk sång).
- Spår 15: Originalversion på "Jóga"-singeln.

### CD4 -VespertineLive
1. "Frosti"
2. "Overture"
3. "All is Full of Love"
4. "Cocoon"
5. "Aurora"
6. "Undo"
7. "Unravel"
8. "I've Seen It All"
9. "An Echo, A Stain" (med Tanya Tagaq)
10. "Generous Palmstroke"
11. "Hidden Place"
12. "Pagan Poetry"
13. "Harm of Will"
14. "It's Not Up to You"
15. "Unison"
16. "It's in Our Hands"

Noteringar
- Spår 1, 4, 5, 6, 9, 11, 12, 13, 14 & 15: Originalversioner på Vespertine.
- "Sun in My Mouth" och "Heirloom" saknas, där "Sun in My Mouth" aldrig har framförts live och "Heirloom" fick sitt första framträdande på den efterkommande Greatest Hits-turnén 2003.
- Spår 3 & 7: Originalversioner på Homogenic.
- Spår 2 & 8: Originalversioner på Selmasongs.
- Spår 16: Originalversioner på "It's in Our Hands"-singeln.
- Spår 10: Originalversion p-singeln och på den japanska utgåvan av Vespertine.

### DVD bonus
1. "One Day"
2. "It's Oh So Quiet"
3. "Jóga"
4. "Aurora"
5. "It's Not Up To You"

Noteringar
- Sändningen av "It's Oh So Quiet" är tidigare outgiven.